# Az NDK az 1972. évi téli olimpiai játékokon
Az NDK a japán Szapporóban megrendezett 1972. évi téli olimpiai játékok egyik részt vevő nemzete volt. Az országot az olimpián 7 sportágban 42 sportoló képviselte, akik összesen 14 érmet szereztek.

## Érmesek
| Érem  | Versenyző                                                     | Sportág          | Versenyszám                  |
| ----- | ------------------------------------------------------------- | ---------------- | ---------------------------- |
| Arany | Ulrich Wehling                                                | Északi összetett | Egyéni                       |
| Arany | Wolfgang Scheidel                                             | Szánkó           | Férfi egyes                  |
| Arany | Anna-Maria Müller                                             | Szánkó           | Női egyes                    |
| Arany | Horst Hörnlein Reinhard Bredow                                | Szánkó           | Kettes                       |
| Ezüst | Hansjörg Knauthe                                              | Biatlon          | Férfi 20 km egyéni indításos |
| Ezüst | Harald Ehrig                                                  | Szánkó           | Férfi egyes                  |
| Ezüst | Ute Rührold                                                   | Szánkó           | Női egyes                    |
| Bronz | Hansjörg Knauthe Joachim Meischner Dieter Speer Horst Koschka | Biatlon          | Férfi 4 × 7,5 km váltó       |
| Bronz | Karl-Heinz Luck                                               | Északi összetett | Egyéni                       |
| Bronz | Manuela Groß Uwe Kagelmann                                    | Műkorcsolya      | Páros                        |
| Bronz | Rainer Schmidt                                                | Síugrás          | Egyéni, nagysánc             |
| Bronz | Wolfram Fiedler                                               | Szánkó           | Férfi egyes                  |
| Bronz | Margit Schumann                                               | Szánkó           | Női egyes                    |
| Bronz | Klaus-Michael Bonsack Wolfram Fiedler                         | Szánkó           | Kettes                       |

## Biatlon
| Versenyző                                                     | Versenyszám      | Lövőhiba | Időeredmény | Helyezés |
| ------------------------------------------------------------- | ---------------- | -------- | ----------- | -------- |
| Günter Bartnik                                                | 20 km egyéni     | 5        | 1:21:01,73  | 15.      |
| Hansjörg Knauthe                                              | 20 km egyéni     | 1        | 1:16:07,60  |          |
| Horst Koschka                                                 | 20 km egyéni     | 5        | 1:22:24,58  | 20.      |
| Dieter Speer                                                  | 20 km egyéni     | 7        | 1:20:43,63  | 13.      |
| Hansjörg Knauthe Joachim Meischner Dieter Speer Horst Koschka | 4 × 7,5 km váltó | 4        | 1:54:57,67  |          |

## Északi összetett
| Versenyző       | Síugrás | Síugrás | Sífutás | Sífutás | Sífutás | Összesítés | Összesítés |
| Versenyző       | Pont    | Hely.   | Idő     | Pont    | Hely.   | Pont       | Helyezés   |
| --------------- | ------- | ------- | ------- | ------- | ------- | ---------- | ---------- |
| Günther Deckert | 183,4   | 12.     | 50:41,1 | 199,570 | 10.     | 382,970    | 9.         |
| Hans Hartleb    | 183,9   | 11.     | 52:14,2 | 185,605 | 28.     | 369,505    | 18.        |
| Karl-Heinz Luck | 178,8   | 17.     | 48:24,9 | 220,000 | 1.      | 398,800    |            |
| Ulrich Wehling  | 200,9   | 4.      | 49:15,3 | 212,440 | 3.      | 413,340    |            |

## Gyorskorcsolya
Női
| Versenyző                    | Versenyszám | Eredmény | Helyezés |
| ---------------------------- | ----------- | -------- | -------- |
| Ruth Budzisch-Schleiermacher | 500 m       | 45,78    | 13.      |
| Ruth Budzisch-Schleiermacher | 1000 m      | 1:52,65~ | 33.      |
| Rosemarie Taupadel           | 1000 m      | 1:33,79  | 12.*     |
| Rosemarie Taupadel           | 1500 m      | 2:22,35  | 5.       |
| Rosemarie Taupadel           | 3000 m      | 5:12,85  | 15.      |

* - egy másik versenyzővel azonos eredményt ért el

~ - a futam során elesett

## Műkorcsolya
| Versenyző                   | Versenyszám  | Kötelező elemek   | Kötelező elemek | Kűr               | Kűr   | Összesítés                     | Összesítés                     | Összesítés                     | Összesítés                     | Összesítés                     | Összesítés                     | Összesítés                     | Összesítés                     | Összesítés                     | Összesítés        | Összesítés        | Összesítés  | Összesítés | Összesítés |
| Versenyző                   | Versenyszám  | Kötelező elemek   | Kötelező elemek | Kűr               | Kűr   | Helyezési pontszámok bírónként | Helyezési pontszámok bírónként | Helyezési pontszámok bírónként | Helyezési pontszámok bírónként | Helyezési pontszámok bírónként | Helyezési pontszámok bírónként | Helyezési pontszámok bírónként | Helyezési pontszámok bírónként | Helyezési pontszámok bírónként | Több. hely. száma | Több. hely. össz. | Hely. össz. | Pont       | Helyezés   |
| Versenyző                   | Versenyszám  | Több. hely. száma | Hely.           | Több. hely. száma | Hely. | 1                              | 2                              | 3                              | 4                              | 5                              | 6                              | 7                              | 8                              | 9                              | Több. hely. száma | Több. hely. össz. | Hely. össz. | Pont       | Helyezés   |
| --------------------------- | ------------ | ----------------- | --------------- | ----------------- | ----- | ------------------------------ | ------------------------------ | ------------------------------ | ------------------------------ | ------------------------------ | ------------------------------ | ------------------------------ | ------------------------------ | ------------------------------ | ----------------- | ----------------- | ----------- | ---------- | ---------- |
| Jan Hoffmann                | Férfi egyéni | 5×5+              | 4.              | 6×9+              | 10.   | 9,0                            | 4,0                            | 8,0                            | 7,0                            | 4,0                            | 6,0                            | 6,0                            | 7,0                            | 4,0                            | 5×6+              | 24,0              | 55,0        | 2567,6     | 6.         |
| Sonja Morgenstern           | Női egyéni   | 9×8+              | 8.              | 7×3+              | 3.    | 7,0                            | 6,0                            | 4,0                            | 5,0                            | 7,0                            | 7,0                            | 5,0                            | 6,0                            | 6,0                            | 6×6+              | 32,0              | 53,0        | 2579,4     | 6.         |
| Christine Errath            | Női egyéni   | 6×11+             | 11.             | 5×5+              | 5.    | 8,0                            | 9,0                            | 8,0                            | 8,0                            | 9,0                            | 9,0                            | 9,0                            | 9,0                            | 9,0                            | 9×9+              | 78,0              | 78,0        | 2489,3     | 8.         |
| Manuela Groß Uwe Kagelmann  | Páros        | 5×3+              | 3.              | 8×3+              | 3.    | 3,0                            | 3,0                            | 3,0                            | 3,0                            | 4,0                            | 4,0                            | 3,0                            | 3,0                            | 3,0                            | 7×3+              | 21,0              | 29,0        | 411,8      |            |
| Annette Kansy Axel Salzmann | Páros        | 6×7+              | 7.              | 6×8+              | 8.    | 7,0                            | 9,0                            | 6,0                            | 7,0                            | 8,0                            | 7,0                            | 8,0                            | 9,0                            | 7,0                            | 5×7+              | 34,0              | 68,0        | 392,6      | 8.         |

## Sífutás
Férfi
| Versenyző                                                   | Versenyszám     | Eredmény   | Helyezés |
| ----------------------------------------------------------- | --------------- | ---------- | -------- |
| Rainer Groß                                                 | 15 km           | 48:05,86   | 26.      |
| Rainer Groß                                                 | 50 km           | 2:50:16,91 | 18.      |
| Gerd Heßler                                                 | 15 km           | 48:04,15   | 25.      |
| Gerd Heßler                                                 | 30 km           | 1:41:37,47 | 18.      |
| Gert-Dietmar Klause                                         | 15 km           | 46:34,40   | 13.      |
| Gert-Dietmar Klause                                         | 30 km           | 1:39:15,54 | 8.       |
| Gert-Dietmar Klause                                         | 50 km           | 2:46:17,43 | 9.       |
| Eberhard Klessen                                            | 30 km           | 1:43:15,99 | 27.      |
| Eberhard Klessen                                            | 50 km           | 2:49:53,01 | 16.      |
| Axel Lesser                                                 | 15 km           | 46:17,01   | 6.       |
| Axel Lesser                                                 | 30 km           | 1:39:49,24 | 12.      |
| Gerd Heßler Axel Lesser Gerhard Grimmer Gert-Dietmar Klause | 4 × 10 km váltó | 2:10:03,73 | 6.       |

Női
| Versenyző                                       | Versenyszám    | Eredmény | Helyezés |
| ----------------------------------------------- | -------------- | -------- | -------- |
| Renate Fischer-Köhler                           | 5 km           | 17:41,07 | 14.      |
| Renate Fischer-Köhler                           | 10 km          | 35:46,96 | 9.       |
| Gabriele Haupt                                  | 5 km           | 17:55,04 | 20.      |
| Gabriele Haupt                                  | 10 km          | 36:38,41 | 18.      |
| Christine Phillip                               | 5 km           | 18:17,02 | 30.      |
| Christine Phillip                               | 10 km          | 37:51,76 | 31.      |
| Anni Unger                                      | 5 km           | 18:13,19 | 28.      |
| Anni Unger                                      | 10 km          | 36:45,24 | 20.      |
| Gabriele Haupt Renate Fischer-Köhler Anni Unger | 3 × 5 km váltó | 50:28,45 | 5.       |

## Síugrás
| Versenyző             | Versenyszám | 1. ugrás | 1. ugrás | 1. ugrás | 2. ugrás | 2. ugrás | 2. ugrás | Összesítés | Összesítés |
| Versenyző             | Versenyszám | Távolság | Pont     | Hely.    | Távolság | Pont     | Hely.    | Pont       | Helyezés   |
| --------------------- | ----------- | -------- | -------- | -------- | -------- | -------- | -------- | ---------- | ---------- |
| Hans-Georg Aschenbach | Normálsánc  | 74,0     | 103,1    | 30.      | 69,5     | 95,4     | 34.      | 198,5      | 31.        |
| Henry Glaß            | Normálsánc  | 78,0     | 109,5    | 18.*     | 73,5     | 102,3    | 19.**    | 211,8      | 18.*       |
| Henry Glaß            | Nagysánc    | 91,0     | 97,9     | 16.      | 84,0     | 85,1     | 29.      | 183,0      | 20.        |
| Rainer Schmidt        | Normálsánc  | 80,5     | 114,5    | 8.       | 75,0     | 102,7    | 18.      | 217,2      | 15.        |
| Rainer Schmidt        | Nagysánc    | 98,5     | 106,4    | 8.       | 101,0    | 112,9    | 3.       | 219,3      |            |
| Manfred Wolf          | Normálsánc  | 77,5     | 109,2    | 20.      | 81,0     | 85,8~    | 49.      | 195,0      | 38.        |
| Manfred Wolf          | Nagysánc    | 107,0    | 120,3    | 3.       | 89,5     | 94,8     | 14.      | 215,1      | 5.         |
| Heinz Wosipiwo        | Nagysánc    | 82,0     | 74,3     | 44.      | 87,0     | 85,3     | 28.      | 159,6      | 39.*       |

* - egy másik versenyzővel azonos eredményt ért el

** - két másik versenyzővel azonos eredményt ért el

~ - az ugrás során elesett

## Szánkó
| Versenyző                             | Versenyszám | 1. futam | 1. futam | 2. futam | 2. futam | 3. futam | 3. futam | 4. futam | 4. futam | Összesítés | Összesítés |
| Versenyző                             | Versenyszám | Idő      | Hely.    | Idő      | Hely.    | Idő      | Hely.    | Idő      | Hely.    | Idő        | Helyezés   |
| ------------------------------------- | ----------- | -------- | -------- | -------- | -------- | -------- | -------- | -------- | -------- | ---------- | ---------- |
| Klaus-Michael Bonsack                 | Férfi egyes | 52,98    | 3.       | 52,72    | 4.       | 51,54    | 1.       | 51,92    | 5.       | 3:29,16    | 4.         |
| Harald Ehrig                          | Férfi egyes | 52,60    | 2.       | 52,32    | 2.       | 51,74    | 4.       | 51,73    | 2.       | 3:28,39    |            |
| Wolfram Fiedler                       | Férfi egyes | 53,04    | 6.       | 52,55    | 3.       | 51,61    | 3.       | 51,53    | 1.       | 3:28,73    |            |
| Wolfgang Scheidel                     | Férfi egyes | 52,17    | 1.       | 52,06    | 1.       | 51,58    | 2.       | 51,77    | 3.       | 3:27,58    |            |
| Anna-Maria Müller                     | Női egyes   | 45,00    | 3.       | 45,00    | 1.       | 44,86    | 3.       | 44,32    | 1.       | 2:59,18    |            |
| Ute Rührold                           | Női egyes   | 44,95    | 1.*      | 45,23    | 2.       | 44,76    | 2.       | 44,55    | 2.       | 2:59,49    |            |
| Margit Schumann                       | Női egyes   | 44,95    | 1.*      | 45,38    | 3.       | 44,65    | 1.       | 44,56    | 3.       | 2:59,54    |            |
| Horst Hörnlein Reinhard Bredow        | Kettes      | 44,27    | 2.       | 44,08    | 1.       |          |          |          |          | 1:28,35    | *          |
| Klaus-Michael Bonsack Wolfram Fiedler | Kettes      | 44,69    | 3.       | 44,47    | 3.       |          |          |          |          | 1:29,16    |            |

* - egy másik versenyzővel azonos eredményt ért el